# Parròquia de Jaungulbene
VuLa Parròquia de Jaungulbene (en letó: Jaungulbenes pagasts) és una unitat administrativa del municipi de Gulbene, Letònia. Abans de la reforma territorial administrativa de l'any 2009 pertanyia al raion de Gulbenes.

## Pobles, viles i assentaments
- Abrava
- Aduliena
- Agrumi
- Gulbītis
- Jaungulbene
- Kaipi
- Pauri
- Siladzirnavas

## Hidrologia

### Rius
- Asarupe
- Liede
- Olene
- Vijata

### Llacs i embassaments
- Llac Siladzirnavu
- Llac Ušurs

## Persones notables
- Antra Liedskalninya (1930-2000), actriu.[1]